# Caput baroniae

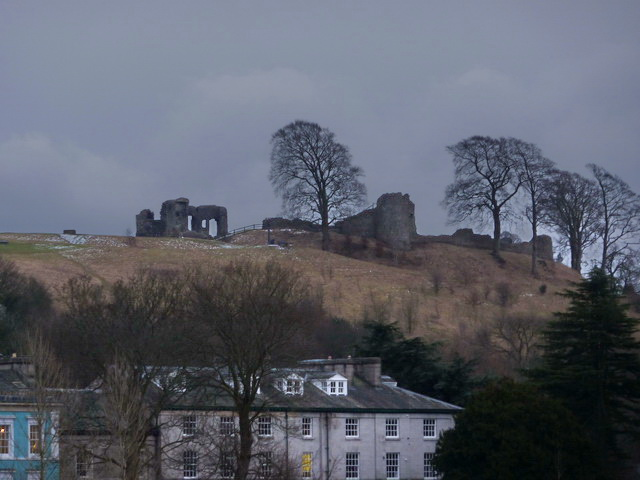
Il castello di Kendal, caput baroniae della baronia di Kendal

Nel diritto consuetudinario del Regno d'Inghilterra, il caput baroniae (dal latino capitale della baronia) era la sede principale o il castello di un nobile che non sarebbe stata divisa con le figlie a seguito della sua morte in caso mancasse un figlio maschio. Il caput baroniae doveva essere assegnato interamente alla figlia maggiore, caeteris filiabus aliunde satisfactis.